# 麦黄茅
麦黄茅（学名：Heteropogon triticeus）为禾本科黄茅属下的一个种。

## 扩展阅读
- 維基物種上的相關：麦黄茅